# Slott (ishockey)

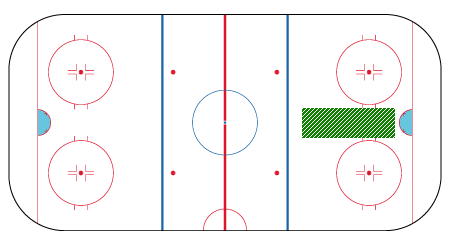
Slottet markerat med grönt på bilden.

Slott (av engelskans slot – springa, myntinkast) är inom ishockey ett område framför mål mellan tekningscirklarna. Slottet är det område från vilket det är lättast att göra mål. De försvarande backarna försöker hålla motståndarlagets spelare borta från slottet. På engelska skiljer man på high slot närmast blå linjen och low slot precis framför målvakten. Från blålinjen är det framförallt backarna som skjuter slagskott, medan forwards försöker skjuta handledsskott eller styra in pucken från en plats närmre mål.